# Isselburg
Isselburg est une ville de Rhénanie-du-Nord-Westphalie (Allemagne), située dans l'arrondissement de Borken, dans le district de Münster.

## Personnalités liées à la ville
- Otto Lüders (1844-1912), archéologue né à Anholt.